# EPDM
Az EPDM (etilén-propilén-dién-monomer) a szintetikus műgumik egyik fajtája, etilén-propilén kaucsuk. Elasztomer (rugalmas polimer) képességei miatt széles körben alkalmazott ipari anyag, elsősorban a járműipar alkalmazza. Etilén és propilén kopolimerje, melyben a monomerek aránya változtatható, 1-2% diént is tartalmaz, amely polimerizáció után is megőriz még egy kettős kötést. Ezért kénnel is vulkanizálható. Hőmérséklet-tűrése magasabb a kaucsukok többségénél, ezért hőálló gumik készítésére használják. Szerkezete tömör.
Az amerikai szabványosító testület, az ASTM International M osztályú gumiként jellemzi, szabványosítási főszáma a D1418. Etilén tartalma 45-85% között változhat.